# 张忠 (山西矿监)
张忠，明朝宦官，万历年间派到山西的矿监。
明神宗派他到山西的太原府、平阳府、潞安府，监理开矿。肆虐逞凶，为民之害。张忠至山西，魏允贞抗疏极谏，神宗不纳。张忠以开矿至山西，孙朝以榷税至山西，张忠杖死太平典史武三杰，孙朝派使者逼杀建雄县丞李逢春，于是魏允贞和孙朝互相弹劾。张忠以夏县知县韩薰忤逆自己，上奏调他到偏僻至地，程绍和吏部尚书李戴，上疏抗争，明神宗大怒，斥程绍为民。次年，张忠弹劾逮捕西城兵马戴文龙。张忠以夏县知县彭应春（一作袁应春）抗礼，弹劾贬抑。魏允贞请留彭应春，朝廷也没有答应。陈于廷视察河东盐务，弹劾税使张忠阻挠盐政。